# Торопово (Даровський район)
То́ропово (рос. Торопово) — село у складі Даровського району Кіровської області, Росія. Входить до складу Даровського міського поселення.
Населення становить 23 особи (2010, 97 у 2002).
Національний склад станом на 2002 рік — росіяни 99 %.